# Финтель
Финтель (нем. Fintel) — община в Германии, в земле Нижняя Саксония.
Входит в состав района Ротенбург-на-Вюмме. Подчиняется управлению Финтель. Население составляет 2906 человек (на 31 декабря 2010 года). Занимает площадь 36,08 км².